# Pakosław (województwo mazowieckie)

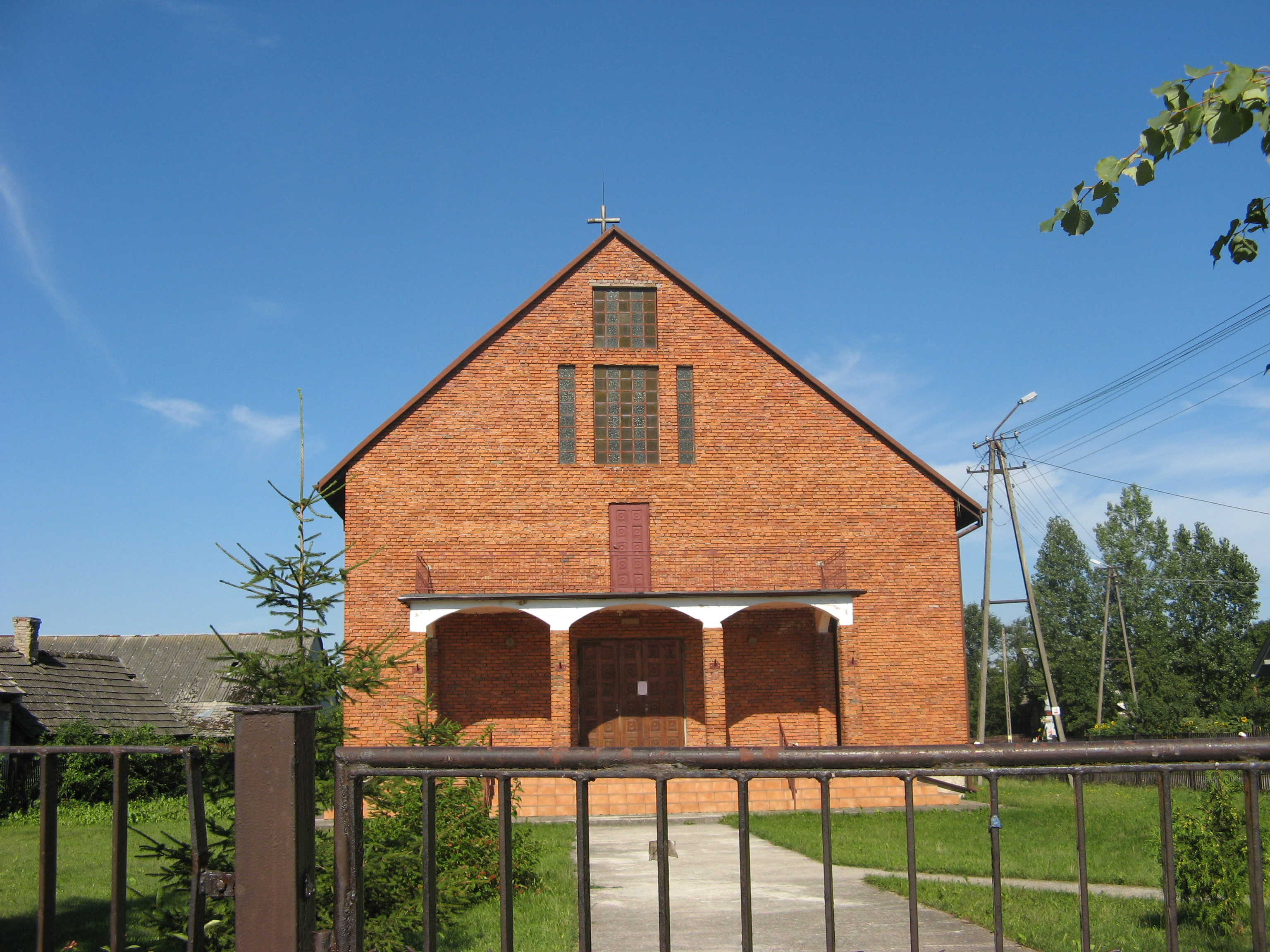
Kościół w Pakosławiu

Pakosław – wieś w Polsce, położona w województwie mazowieckim, w powiecie radomskim, w gminie Iłża. Ma status sołectwa.
W skład sołectwa Pakosław wchodzi także część wsi Michałów.
W latach 1975–1998 wieś położona była w województwie radomskim.
Prywatna wieś szlachecka, położona była w drugiej połowie XVI wieku w powiecie radomskim województwa sandomierskiego. 
Wieś jest siedzibą rzymskokatolickiej parafii św. Maksymiliana. W miejscowości mieszkają także wierni Kościoła Starokatolickiego Mariawitów, którzy podlegają pod parafię Przemienienia Pańskiego w Wierzbicy. 

## Integralne części wsi
| SIMC    | Nazwa      | Rodzaj    |
| ------- | ---------- | --------- |
| 0623161 | Błota      | osada     |
| 0623103 | Glinice    | część wsi |
| 0623110 | Kąty       | część wsi |
| 0623126 | Kolonie    | część wsi |
| 0623132 | Parcela    | część wsi |
| 0623149 | Piachy     | część wsi |
| 0623155 | Stara Wieś | część wsi |

## Geografia
Pakosław położony jest na Przedgórzu Iłżeckim, które wchodzi w skład Wyżyny Kieleckiej. Zabudowania wsi i pola rozciągają się w strefie obniżenia Pakosławsko-Prędocińskiego o szerokości około 3 km. Do obniżenia wpada dużo strumieni, które na północ od wsi łączą się z rzeką Modrzejowicą płynącą niedaleko Pakosławia. Na północno-zachodnich krańcach wsi, gdzie znajduje się największa sieć strumieni i rowów melioracyjnych, wydobywano niegdyś torf. W XIX wieku wieś słynęła też z pokładów wapienia.
Obszar wsi wynosi 2534 ha (stan na 29 sierpnia 2008 roku). Wchodzą w to grunty orne, łąki, pastwiska, lasy, obszar pod zabudowaniami oraz nieużytki. 

### Klimat
Klimat okolic Pakosławia jest nieznacznie cieplejszy niż klimat całego powiatu radomskiego. Ze względu na bliskie sąsiedztwo Gór Świętokrzyskich okres wegetacyjny roślin jest skrócony. Przedgórze Iłżeckie charakteryzuje się stosunkowo surowymi zimami i umiarkowanie ciepłymi latami. Bardzo niekorzystne są w tym rejonie częste opady gradu, ponieważ okolice Iłży znajdują się na szlaku gradowym. 3 lipca 2012 spadł tutaj ogromny jak na skalę Polski (nienotowany tutaj wcześniej) grad o średnicy około 6 cm, którego wielkość można porównać do średniej wielkości pomarańczy. Grad tej wielkości poczynił ogromne szkody w uprawach, a także potrafił dziurawić dachy i niszczyć karoserie samochodów.

## Historia

### Prehistoria
Od czasów prehistorycznych Przedgórze Iłżeckie było penetrowane przez różne grupy ludności. W 1922 roku zostały odkryte dwa obozowiska mezolityczne ze środka epoki kamienia (8-4,5 tysięcy lat p.n.e.). Pierwsze z nich usytuowane jest na północny wschód od dawnego PGR Michałów przy dużym kompleksie leśnym. Odkryto tu znaczną ilość wytworów krzemiennych. Drugie obozowisko znajduje się w odległości około 500 m od pierwszego. Wielce prawdopodobne, iż była to pracownia kamieniarska. Najciekawszym znaleziskiem okazał się tzw. makrorylec z czekoladowego krzemienia.
W neolicie w okolicach Pakosławia odkryto kopalnie krzemieniarskie z 5-4 tysiąclecia p.n.e. Znaleziono tam kilka tysięcy różnych wytworów krzemiennych, a w jednej z kopalń – komplet prehistorycznych narzędzi "górniczych" z poroży jelenia.

### Średniowiecze

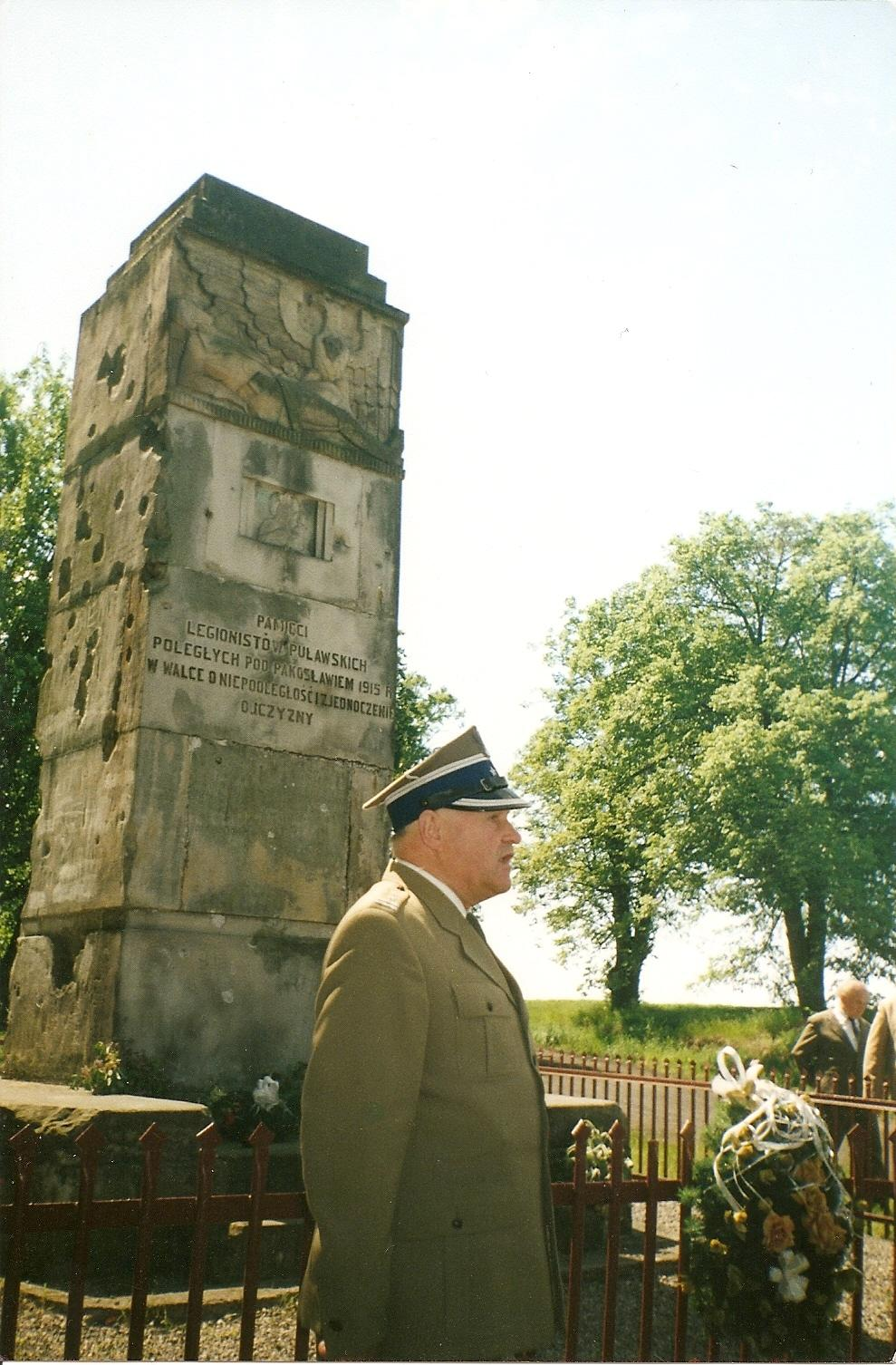
Pomnik poległych żołnierzy Legionu Puławskiego w Pakosławiu (na zdjęciu ppłk Lucjan Bródka)

We wczesnym średniowieczu Iłża i okolice (a więc także Pakosław) leżały na skraju ogromnej, prastarej Puszczy Radomskiej. Geneza osadnictwa Przedgórza Iłżeckiego wiąże się z działalnością biskupów krakowskich, którzy w XI wieku otrzymali ziemie na Iłżanką. Niezwykle trudno określić początki Pakosławia, gdyż pierwsze wzmianki o nim pojawiły się dopiero w XV-wiecznym Liber beneficiorum dioecesis Cracoviensis Jana Długosza.

### Pierwsza wojna światowa

#### Bój pod Pakosławiem
W składzie wojsk rosyjskich w styczniu 1915 roku zakończono formowanie Legionu Puławskiego. W marcu 1915 roku Legion Puławski liczył ponad 1000 żołnierzy. Oddziały polskie walczyły w ramach Korpusu Grenadierów Moskiewskich.
Po ruszeniu ofensywy państw centralnych podczas odwrotu wojsk rosyjskich 18 maja Legion Puławski znalazł się w Krzyżanowicach, miejscowości położonej ponad 3 kilometry na północ od Iłży.
Wzdłuż wschodnich brzegów błot pakosławskich od Michałowa i dalej na zachód od Pakosławia rozciągał się przedni skraj obrony rosyjskiej. Od połowy maja niemieckie oddziały Landwehry próbowały bez skutku zepchnąć Rosjan z tej dogodnej rubieży. Ci zaś kontratakowali i odrzucali Niemców do okopów. Polacy w tych walkach byli dwukrotnie wprowadzani do działań. Pierwszy raz w nocy z 19 na 20 maja 1915 roku pod Pakosławiem i ponownie 15 czerwca pod Michałowem. Z pola walki łącznie wyniesiono sześćdziesięciu rannych i czterdziestu dwóch poległych z czterystu dziewięćdziesięciu trzech żołnierzy, którzy wieczorem wyruszyli do natarcia. Jedenastu żołnierzy przepadło bez wieści (prawdopodobnie utonęli w bagnach).
W latach dwudziestych XX wieku prochy poległych żołnierzy Legionu Puławskiego zebrano z pól bitewnych i złożono we wspólnej mogile w pobliżu majątku Pakosław.

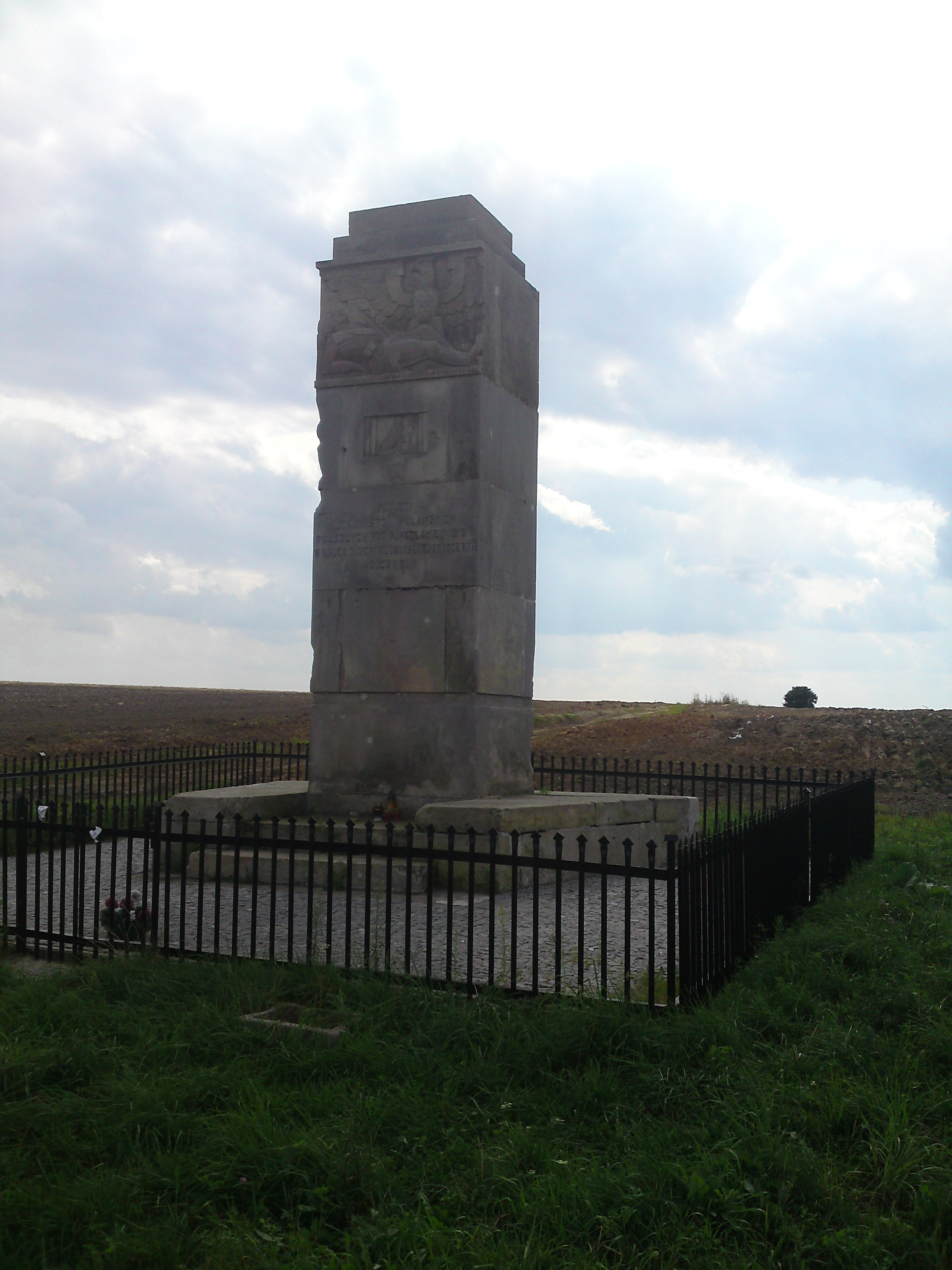
Pomnik (obelisk) bitwy z 1915 r. w Pakosławiu (gmina Iłża)

## Infrastruktura
Infrastruktura w Pakosławiu jest dobrze rozwinięta. Przebiega tamtędy asfaltowa droga. Transport autobusowy zapewniają pojazdy PKS Starachowice i Iłża.
We wsi funkcjonuje sieć wodociągowa oraz elektryczna.
Większe budynki
- Kościół rzymskokatolicki pw. św. Maksymiliana Kolbe z końca XX wieku
- Państwowa Szkoła Podstawowa (klasy 1-8)
- Ochotnicza Straż Pożarna

## Etymologia nazwy

Abdank – herb rodziny Pękosławskich

Od XIV do XIX wieku bardzo różnorodnie pisano nazwę wsi. Pojawiało się: Pacoslaw, Paccoslaw, Pankoslaw, Pakoslaw, Pękosław. Dopiero na początku XIX wieku ustaliła się ostateczna nazwa "Pakosław" i właśnie taką zapisano w tabeli urzędowej Królestwa Polskiego z 1827 roku.
Nazwa ta jest skojarzona z imionami: Pakosław lub Pękosław. W epoce słowiańskiej i we wczesnym średniowieczu w Polsce oraz na Rusi oba te imiona były dość często używane.

### Geneza imion
Pękosław – pierwszy człon, to pęk (wiązka), a całe imię znaczy: "mający sławę wielu czynów".
Pakosław – pierwszy człon, czyli "pako" znaczy w dawnym języku: silny, wielki itp. Całe imię można przetłumaczyć na "mający sławę wielkich rzeczy".
Wychodzi na to, że znaczenie obu imion jest niezmiernie podobne. Historycy mają dużo zdań na temat pochodzenia nazwy tej wsi. Trzeba zaobserwować, że "Pakosław" pojawia się znacznie częściej w źródłach niż "Pękosław".